# 第28通信連隊 (フランス軍)
第28通信連隊（だいにじゅうはちつうしんれんたい、28e régiment de transmissions：28e RT）は、ピュイ＝ド＝ドーム県イソワールに駐屯する、通信支援旅団隷下のフランス陸軍の通信連隊である。
兵種は通信、伝統的区分も通信である。

## 沿革
- 1914年：第28工兵大隊として新編される。
- 1919年：解隊される。
- 1919年：第28工兵連隊として再編される。
- 1945年：トゥールーズにて第28通信連隊として改編される。

## 最新の部隊編成
- 連隊本部
- 本部管理中隊
- 基礎訓練中隊
- 第1通信中隊 - （通信結節）
- 第2通信中隊 - （通信結節）
- 第3通信中隊 - （コンピューター通信）
- 第4通信中隊 - （移動通信）
- 第5通信中隊 - （移動通信）
- 第6通信中隊 - （基地通信、リヨン駐屯地）
- 第8通信中隊 - （基地通信、マルセイユ駐屯地）
- 第9通信中隊 - （基地通信、ドラギニャン駐屯地）
- 第10通信中隊 - （予備）

## 連隊の任務
連隊は、各種通信機器を用いて部隊間通信を行い、他部隊の活動に寄与する。

## 主要装備
- GIAT BM92-G1
- FA-MAS
- AA-52
- VAB
- P4
- TRM 2000
- TRM 4000